# Gródek (obwód lwowski)
Gródek (ukr. Городок, Horodok, wym. [ɦɔrɔˈdɔk]; w latach 1906–1945 Gródek Jagielloński) – miasto na Ukrainie, w obwodzie lwowskim, siedziba rejonu gródeckiego, w latach 1919-1945 w Polsce, w województwie lwowskim, siedziba powiatu gródeckiego.
Gródek leży na Płaskowyżu Tarnogrodzkim, nad Wereszycą i nad Gródeckim Stawem, około 33 km na południowy zachód od Lwowa.
W 1434 w Gródku (przynależącym wówczas do Królestwa Polskiego) zmarł król Władysław II Jagiełło. Miasto królewskie położone było w XVI wieku w województwie ruskim.

## Historia
Pierwsza wzmianka o Gródku pochodzi z 1213 roku. W 1344 lub 1345 powstał w Gródku kościół i klasztor franciszkanów. W 1372 roku została tutaj utworzona parafia katolicka pw. Podwyższenia Krzyża. Za panowania Władysława Jagiełły miasteczko otrzymało prawo magdeburskie, stając się ośrodkiem dóbr królewskich z siedzibą starosty grodowego w zamku strzegącym strategicznego szlaku do Lwowa i jednocześnie miejscem sądu grodzkiego (XV w.). Tu 1 czerwca 1434 roku umarł król Polski i wielki książę Litwy Władysław II Jagiełło. Ciało króla zostało przewiezione do Krakowa, a serce spoczęło w miejscowym kościele franciszkanów.
1444 rok to pierwsza znana data pojawienia się Żydów w Gródku. W 1550 miasto uzyskało przywilej de non tolerandis Judaeis.
W 1648 roku doszło do pierwszego najazdu Kozaków Chmielnickiego, miasto zostało zdobyte, a jego polska ludność wymordowana. W 1655 roku miał miejsce drugi najazd Chmielnickiego, po którym miasto spłonęło niemal zupełnie.
We wrześniu 1655 miała tu miejsce jedna z bitew wojny polsko-rosyjskiej 1654–1667, w której wielokrotnie liczniejsza armia rosyjsko-kozacka zatryumfowała nad wojskiem polsko-tatarskim dowodzonym przez hetmana koronnego Stanisława Rewerę Potockiego.
Od strony zachodniej znajdowało się przedmieście Zastawskie, od wschodu przedmieście Lwowskie i Podgaje, od południa przedmieście Czerlańskie. Istniało również „miasto żydowskie” Gnin założone w 1680 roku przez starostę Jana Gnińskiego. Był tu główny skład soli z żup ruskich. Miasto było ważnym ośrodkiem handlu i rzemiosła. W 1717 powstaje drewniany kościół św. Barbary.
Po rozbiorach Polski w 1772 roku miasto przestało być własnością prywatną i weszło w skład dóbr kameralnych rządu austriackiego, w których rękach pozostawało do 1824. Nastąpiła intensywna kolonizacja niemiecka, powstała niemiecka kolonia Vorderberg (w 1788). Austriackie władze okupacyjne zamknęły klasztor franciszkanów i urządziły w nim magazyn wojskowy. W okresie zaborów (1869) siedziba dowództwa 13. Galicyjskiego Regimentu Ułanów. W drugiej połowie XIX w. do miasta doprowadzono kolej. W 1870 roku powstała tutaj szkoła uprawy lnu.
W 1903 roku doszło do uroczystego odsłonięcia pomnika króla Władysława Jagiełły (29 września), na którego dwóch tablicach został umieszczony napis: Władysław Jagiełło – król polski i ziem krakowskiej, sandomierskiej, sieradzkiej, łęczyckiej, kujawskiej. Wielki książę litewski. Władca i dziedzic Pomorza, Rusi etc. 1386–1434. Wielkiemu królowi zmarłemu w Gródku 31 maja 1434 r. – wdzięczna ziemia gródecka.
19 listopada 1904 na cmentarzu w Gródku poświęcono krzyż pamiątkowy za poległych w powstaniu listopadowym 1831 i w powstaniu styczniowym 1863.
1 stycznia 1906 roku miasto zmieniło nazwę z Gródka (zwanego także Gródek Solny – od mieszczącego się tu głównego składu soli) na Gródek Jagielloński.

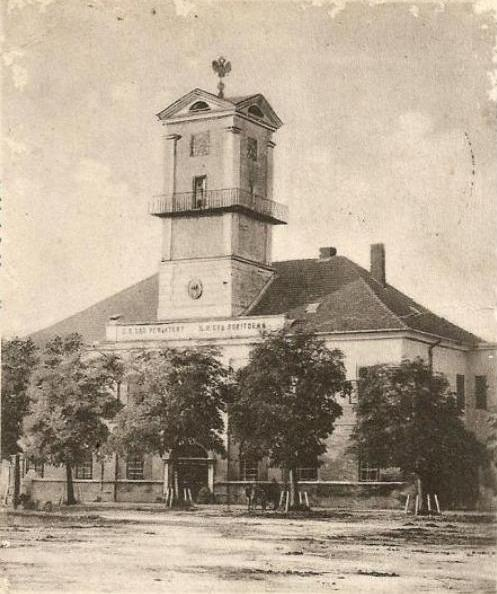
Budynek C.K. Sądu Powiatowego

W okresie I Rzeczypospolitej w Małopolsce Wschodniej – województwo ruskie, było siedzibą starostwa ziemi lwowskiej. Od 1918 roku siedziba powiatu w województwie lwowskim.

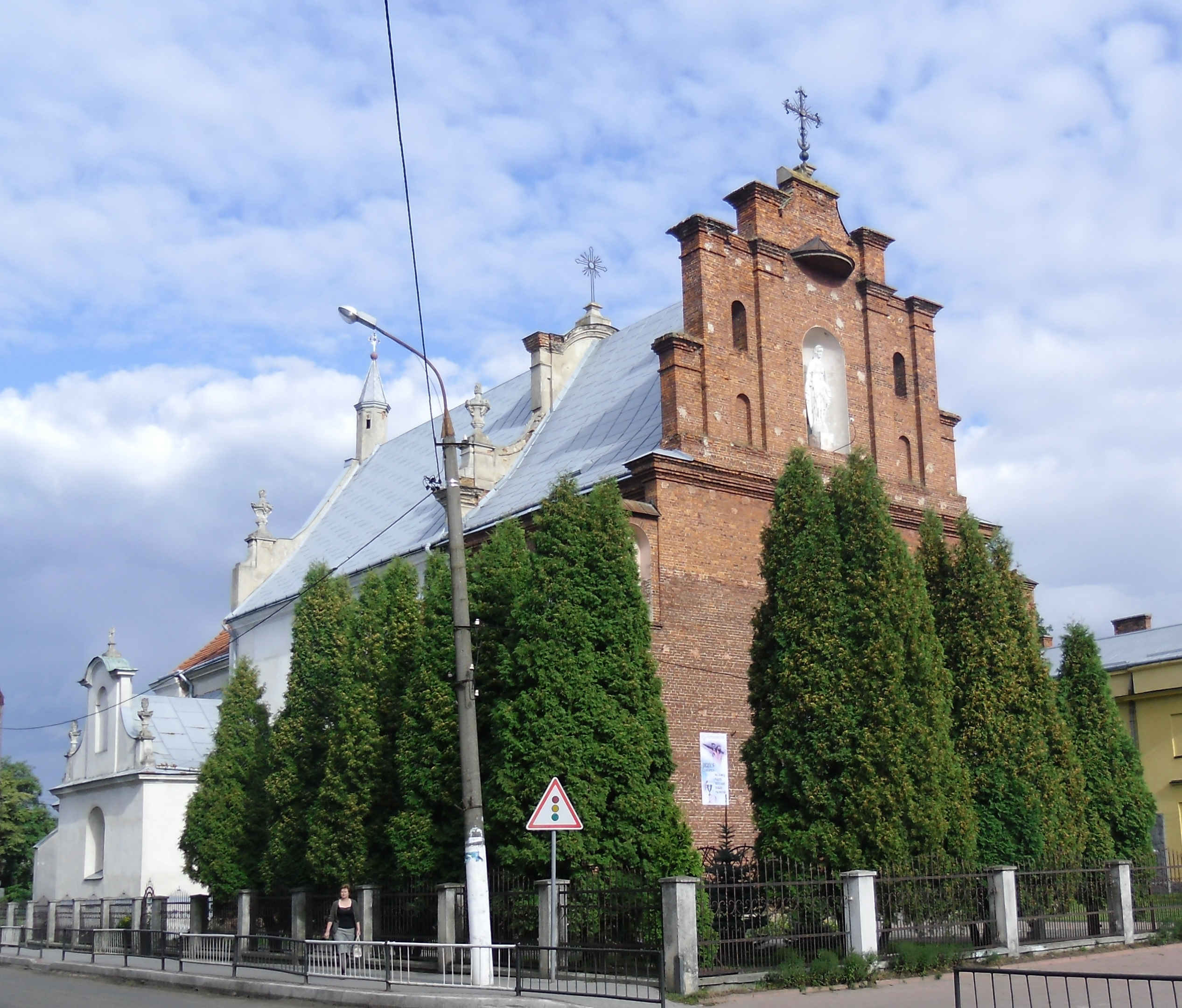
Gródek Jagielloński. Kościół Podwyższenia Krzyża Świętego.

20 marca 1919 roku Polska kontrofensywa gen. Wacława Iwaszkiewicza przełamała front ukraiński i przywróciła łączność ze Lwowem.
W okresie II Rzeczypospolitej miasto powiatowe woj. lwowskiego. W mieście znajdowały się następujące urzędy: Komenda Powiatowa Policji, Urząd skarbowy, podatkowy i opłat, Kasa skarbowa, Urząd ewidencji katastru podatku gruntowego. Świątynie: 1 rzymskokatolicki kościół (Podwyższenia Krzyża), 3 greckokatolickie cerkwie (Zwiastowania Matki Bożej oraz św. Mikołaja i św. Jana Chrzciciela) i 1 synagoga żydowska. Stowarzyszenia: cechy szewców, kowali i rzeźników. 12 gorzelni (w 1911) oraz straż ogniowa ochotnicza. 
Gródek leży nad wielkim Stawem Gródeckim, rozciągającym się na północ od starego centrum miasta. Już przed I wojną światową na jego brzegu działała stacja doświadczalna Instytutu Zoologii Uniwersytetu Lwowskiego. W latach międzywojennych na Stawie Gródeckim urządzono port „Ligi Morskiej i Kolonialnej”.
Według spisu powszechnego z 1921 miasto zamieszkiwali Polacy – 7542 osób (71,89%), Ukraińcy – 2711 (25,84%), Żydzi – 219 (2,09%), Niemcy – 15 (0,14%).
W 1922 roku ukraińskie bojówki terrorystyczne dokonały w pobliżu Gródka Jagiellońskiego aktów sabotażu, a w 1932 roku zaatakowały zbrojnie tutejszą pocztę – 2 osoby zabito, 3 zostały ranne.
1 stycznia 1925 do Gródka Jagiellońskiego włączono gminę Vorderberg.
Od 1934 r. w mieście stacjonował 26 Pułk Piechoty (z wyjątkiem III batalionu) z 5 Dywizji Piechoty II RP. W 1937 r. sformowano tu Batalion ON "Lwów II" z Lwowskiej Brygady Obrony Narodowej. 
13 września Gródek zajęła niemiecka 1 Dywizja Górska. W czasie potyczki z Niemcami, zabity został młody iwonicki narciarz wyczynowy – Stanisław Kielar. Zgodnie z umową niemiecko-radziecką miasto przejął ZSRR. Władze komunistyczne zorganizowały w mieście jeniecki obóz pracy przymusowej dla polskich żołnierzy wziętych do niewoli we wrześniu 1939 r. Obóz istniał do maja 1941 r., do wybuchu wojny III Rzeszy z ZSRR. W obozie przebywało do 150 jeńców, rozlokowanych w szopach i stajniach okalających koszary 5 Dywizji Piechoty. Żołnierze pracowali na dwie zmiany przy budowie drogi. Ci, którzy nie wykonali normy, otrzymywali połowę racji żywnościowej. W obozie dochodziło do buntów i głodówek wymierzonych przeciwko rozporządzeniom komendanta. 
22 czerwca 1941 hitlerowska Trzecia Rzesza zaatakowała ZSRR i już 29 czerwca miasto ponownie zajęli Niemcy. W dniu ich wkroczenia do Gródka doszło tutaj do pogromu Żydów. Niemcy utworzyli getto dla Żydów, zlikwidowali pomnik króla Władysława Jagiełły i zniszczyli synagogę. Na cokole pozostawionym po pomniku króla Jagiełły, za przyzwoleniem niemieckich władz Ukraińcy zbudowali pomnik „Obrońców Ukrainy z 1918”, inicjatorem był ówczesny proniemiecki burmistrz, ksiądz greckokatolicki – Demczuk. W 1941 roku w mieście było ponad 5 tys. Żydów. Większość z nich wywieziono do obozów pracy w Jaktorowie, Winnikach i we Lwowie – Janowskiej lub bezpośrednio do obozu zagłady w Bełżcu. W maju 1943 roku zlikwidowano getto, ostatnich jego mieszkańców rozstrzelano i pogrzebano w masowej mogile w Artyszczowie.
W czasie okupacji niemieckiej mieszkający tutaj Polacy - Zofia Bednarska i Jan Ponulak, udzielali pomocy Żydom, za co po wojnie Instytut Jad Waszem uhonorował ich tytułami Sprawiedliwych wśród Narodów Świata.
Pod koniec lipca 1944 roku Armia Czerwona zajęła Gródek.
W latach 1944–1991 miasto rejonowe obwodu lwowskiego w granicach Ukraińskiej SRR. Od 1991 do 2020 roku miasto rejonowe na Ukrainie, a od 2020 roku siedziba hromady.

## Religia
- Kościół Podwyższenia Krzyża Świętego
- Kościół Przemienienia Pańskiego (XV w.)
- Cerkiew i dzwonnica św. Mikołaja (1510).
- Cerkiew Zwiastowania, greckokatolicka.

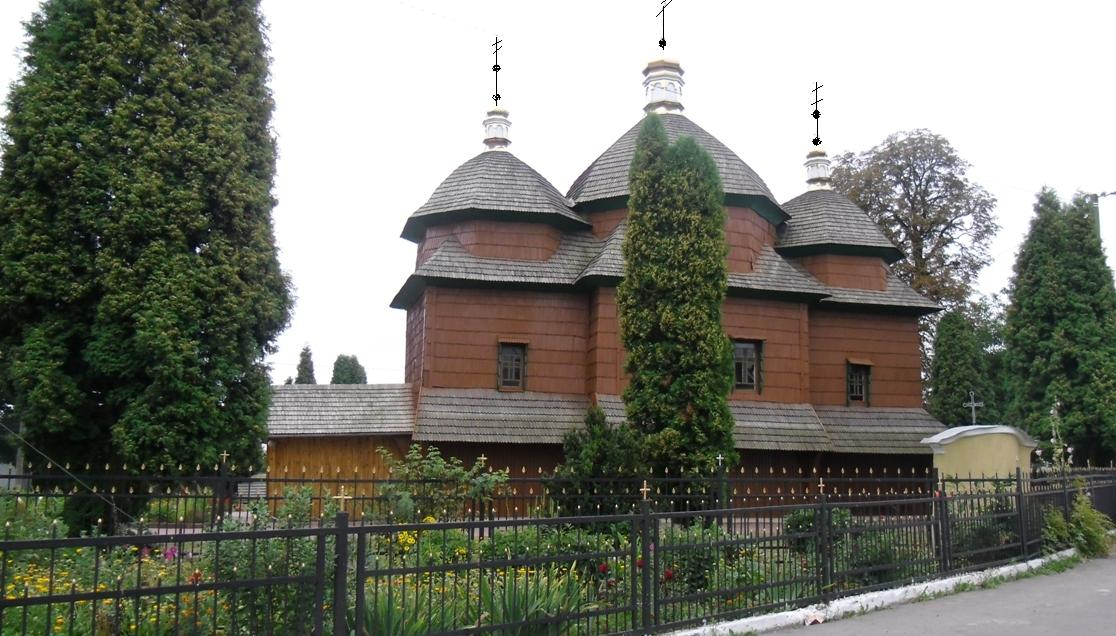
Cerkiew św. Jana Chrzciciela, prawosławna
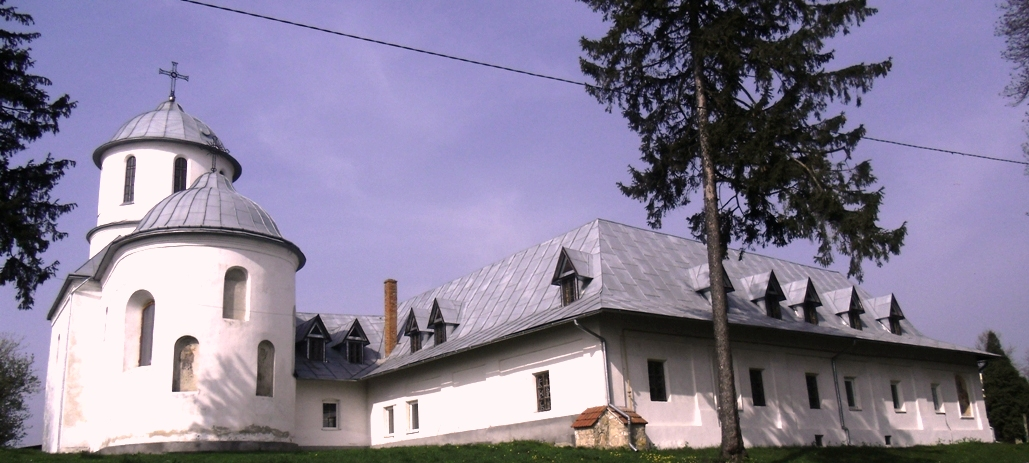
Klasztor Franciszkanów
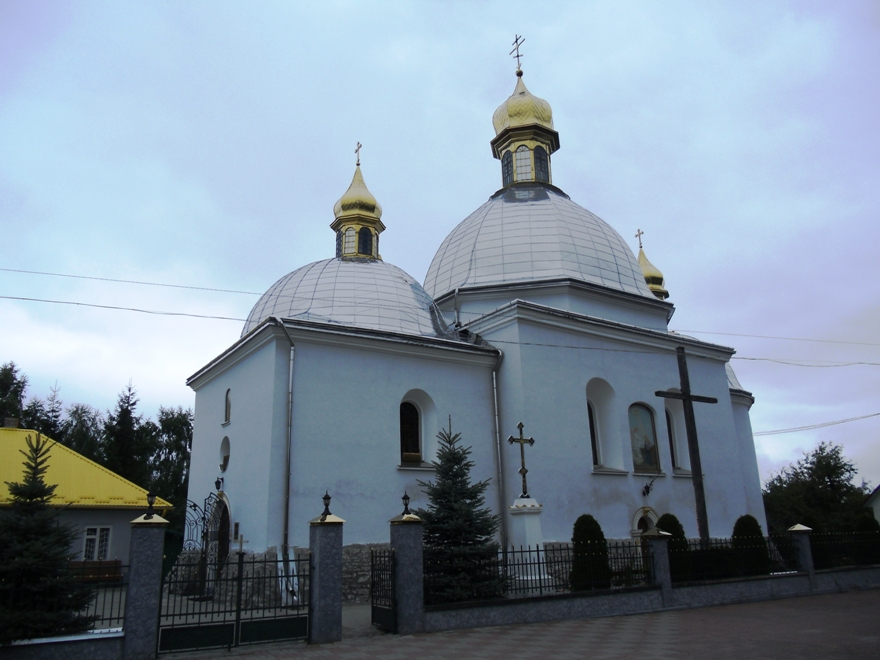
Cerkiew Zwiastowania, greckokatolicka.
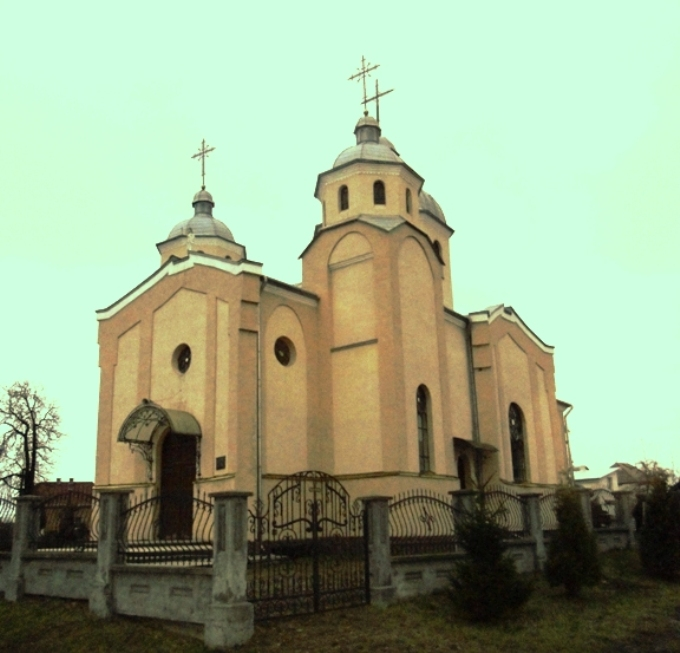
Cerkiew Ducha Świętego, greckokatolicka
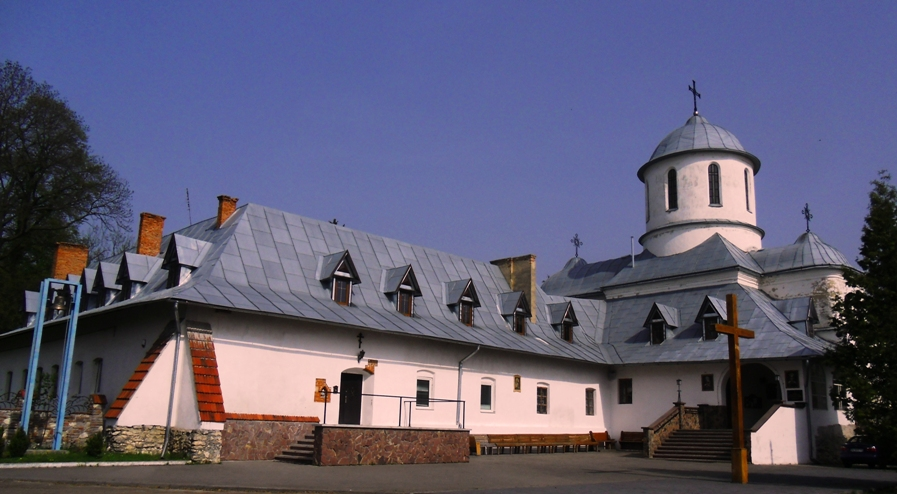
Kościół Przemienienia Pańskiego (XV w.)
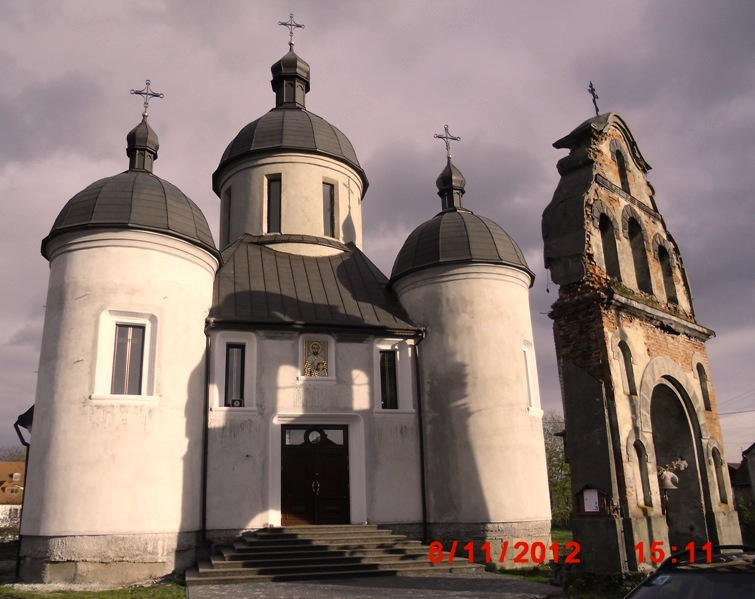
Cerkiew i dzwonnica św. Mikołaja (1510).

- Cerkiew św. Jana Chrzciciela, prawosławna
- Klasztor Franciszkanów
- Cerkiew Zwiastowania, greckokatolicka.
- Cerkiew Ducha Świętego, greckokatolicka
- Kościół Przemienienia Pańskiego (XV w.)
- Cerkiew i dzwonnica św. Mikołaja (1510).

## Transport
Przez miasto prowadzi droga M11, która po stronie polskiej łączy się w Medyce z drogą krajową nr 28.

## Sport
W czasach II RP w mieście istniał klub piłkarski Gwiazda Gródek Jagielloński i Strzelec Gródek Jagielloński.

## Ludzie związani z Gródkiem
- Franciszek Bobowski – burmistrz miasta[22]
- Franciszek Duszeńko – polski rzeźbiarz, profesor i rektor Państwowej Wyższej Szkoły Sztuk Plastycznych w Gdańsku Akademia Sztuk Pięknych w Gdańsku,
- Franciszek Jaworski – polski historyk, dziennikarz, publicysta, pisarz, archiwista i kolekcjoner,
- Tadeusz Kaniowski – polski profesor nauk medycznych, radiolog,
- Jan Paweł Lenga – polski arcybiskup rzymskokatolicki,
- Andrzej Lippus – burmistrz miasta (zm. 1897)[23]
- Władysław Madej – aktor teatralny[22]
- Józef Myśków – ksiądz katolicki, teolog, profesor Akademii Teologii Katolickiej w Warszawie,
- Stanisław Pietruski – polski lotnik wojskowy,
- Martin Ross – aktor amerykański,
- Jerzy Sawicki – polski prawnik, profesor uniwersytecki; karnista, znawca prawa międzynarodowego,
- Jan Schram – polski wojskowy i samorządowiec, kapitan obserwator Wojska Polskiego II RP, burmistrz Jarosławia,
- Hipolit Śliwiński – polski architekt, polityk i działacz niepodległościowy, poseł na Sejm Ustawodawczy oraz na Sejm I kadencji w II RP,
- Stepan Bilak – ukraiński działacz polityczny, adwokat, poseł na Sejm II, III, IV i V kadencji w II RP, członek Centralnego Komitetu UNDO w latach 1925–1939.
- Władysław II Jagiełło – król Polski i Litwy

## Współpraca zagraniczna
- Strzyżów
- Nisko
- Mszana Dolna